# Black Potts Ait
Black Potts Ait ist eine Insel in der Themse bei Windsor in der englischen Grafschaft Berkshire.
Die Insel liegt zwischen dem Old Windsor Lock und Romney Lock. Die Black Potts Railway Bridge führt über sie hinweg.
Die dreieckige Insel ist mit Bäumen bewachsen. Sie war ein beliebter Ort zum Angeln für Karl II., Henry Wotton und John Hales.